# Heptagenia pulla
Heptagenia pulla är en dagsländeart som först beskrevs av James Brackenridge Clemens 1913.  Heptagenia pulla ingår i släktet Heptagenia och familjen forsdagsländor. Inga underarter finns listade i Catalogue of Life.